# Anita Iwańska
Anita Iwańska, po mężu Iovino (ur. 22 lipca 1967 w Kamiennej Górze) – polska szpadzistka, medalistka mistrzostw Europy, indywidualna mistrzyni Polski (1991).
Była zawodniczką Krośnieńskiego KS (1977-1986), AZS AWF Katowice (1986-1989), AZS Politechnika Wrocławska (1989-1991) oraz AZS Wrocław (1992-1993). Jej największym sukcesem w karierze był brązowy medal mistrzostw Europy w 1991 w turnieju drużynowym (razem z Anną Rotkiewicz, Iwoną Oleszyńską i Agatą Stępień). W 1988 została drużynową, a w 1991 indywidualną mistrzynią Polski, ponadto zdobyła jeszcze wicemistrzostwo Polski drużynowo (1990), brązowy medal MP drużynowo (1989), a w pierwszych, nieoficjalnych mistrzostwach Polski w szpadzie kobiet (1987) zajęła trzecie miejsce.